# Kwantyfikator rozgałęziony
Kwantyfikator rozgałęziony (inaczej kwantyfikator Henkina) – zbiór częściowo uporządkowany
{\displaystyle \{Q_{1}x_{1},Q_{2}x_{2},\dots Q_{n}x_{n}\},}
gdzie {\displaystyle Q_{i}\in {\{\forall ,\exists \}}\ {}} dla {\displaystyle i\in \{1,2,3,\dots ,n\}.}
W rachunku predykatów prefiks kwantyfikatorowy jest liniowym porządkiem, tzn. w formule
{\displaystyle Q_{1}x_{1}Q_{2}x_{2}\dots Q_{n}x_{n}\phi (x_{1},x_{2},\dots ,x_{n})}
wartość zmiennej {\displaystyle x_{i}} wiązanej przez kwantyfikator {\displaystyle Q_{i}} zależy od wartości zmiennych {\displaystyle x_{1},\dots ,x_{i-1}}
wiązanych przez kwantyfikatory {\displaystyle Q_{1},Q_{2},\dots ,Q_{i-1}.} W formule z kwantyfikatorem rozgałęzionym może być inaczej.

## Przykłady kwantyfikatorów rozgałęzionych
Najprostszym kwantyfikatorem Henkina jest {\displaystyle Q_{H}{:}}
{\displaystyle (Q_{H}x_{1},x_{2},y_{1},y_{2})\phi (x_{1},x_{2},y_{1},y_{2})\equiv {\begin{pmatrix}\forall x_{1}\exists y_{1}\\\forall x_{2}\exists y_{2}\end{pmatrix}}\phi (x_{1},x_{2},y_{1},y_{2}).}
Po zastosowaniu skolemizacji ma on postać
{\displaystyle \exists f\exists g\forall x_{1}\forall x_{2}\phi {\big (}x_{1},x_{2},f(x_{1}),g(x_{2}){\big )}.}
{\displaystyle Q_{h}} jest wystarczająco silny, żeby wyrazić kwantyfikator {\displaystyle Q_{\geqslant \mathbb {N} }} (tzn. „istnieje nieskończenie wiele”)
{\displaystyle (Q_{\geqslant \mathbb {N} }x)\phi (x)\equiv \exists a(Q_{H}x_{1},x_{2},y_{1},y_{2}){\bigg [}\phi (a)\land (x_{1}=x_{2}\leftrightarrow y_{1}=y_{2})\land {\Big (}\phi (x_{1})\to {\big (}\phi (y_{1})\land y_{1}\neq a{\big )}{\Big )}{\bigg ]}.}
Wynika z tego m.in. że logika pierwszego rzędu z dodanym {\displaystyle Q_{H}} jest równoważna fragmentowi {\displaystyle \Sigma _{1}^{1}} logiki drugiego rzędu.
Za pomocą {\displaystyle Q_{H}} można też zdefiniować:
- Kwantyfikator Reschera: „Moc zbioru elementów spełniających {\displaystyle \phi } jest mniejsza lub równa mocy zbioru elementów spełniających {\displaystyle \psi }”

{\displaystyle (Q_{L}x)(\phi x,\psi x)\equiv \operatorname {Card} {\big (}\{x\colon \phi x\}{\big )}\leqslant \operatorname {Card} {\big (}\{x\colon \psi x\}{\big )}\equiv (Q_{H}x_{1}x_{2}y_{1}y_{2}){\big [}(x_{1}=x_{2}\leftrightarrow y_{1}=y_{2})\land (\phi x_{1}\to \psi y_{1}){\big ]}.}
- Kwantyfikator Härtiga: „Zbiór elementów spełniających φ jest równoliczny ze zbiorem elementów spełniających {\displaystyle \psi }”

{\displaystyle (Q_{I}x)(\phi x,\psi x)\equiv (Q_{L}x)(\phi x,\psi x)\land (Q_{L}x)(\phi x,\psi x).}
- Kwantyfikator Changa: „Moc zbioru elementów spełniających φ jest równoliczny z uniwersum modelu”

{\displaystyle (Q_{C}x)(\phi x)\equiv (Q_{L}x)(x=x,\phi x).}

## Historia i zastosowanie
Kwantyfikator rozgałęziony pojawił się po raz pierwszy w „Some Remarks on Infinitely Long Formulas” Leona Henkina.
Jest to podstawowe pojęcie w IF-logice (ang. IF-logic, independence-friendly logic, informational-independence logic) Jaakko Hintikki i Gabriela Sandu.
Siła rachunku predykatów z kwantyfikatorami rozgałęzionymi jest większa niż logiki pierwszego rzędu, ale mniejsza niż logiki drugiego rzędu.